# Villeneuve-en-Perseigne
Villeneuve-en-Perseigne község Franciaország Loire mente régiójában, Sarthe megyében. Új községként 2015. január 1-jén jött létre hat korábbi község: Chassé, La Fresnaye-sur-Chédouet, Lignières-la-Carelle, Montigny, Roullée és Saint-Rigomer-des-Bois egyesítésével. Az egyesüléskor az új község lélekszáma 2283 fő lett. Lakosainak száma 2189 fő (2022. január 1.).

## Népesség
| Lakosok száma | 2251 | 2196 | 2186 | 2191 | 2218 | 2203 | 2189 |
|               | 2013 | 2017 | 2018 | 2019 | 2020 | 2021 | 2022 |